# پل ببی
پل ببی (انگلیسی: Paul Bebey؛ زادهٔ ۹ نوامبر ۱۹۸۶) بازیکن فوتبال اهل کامرون بود.
از باشگاه‌هایی که در آن بازی کرده است می‌توان به باشگاه فوتبال نمان گرودنو اشاره کرد.
وی همچنین در تیم‌های ملی فوتبال زیر ۲۳ سال کامرون و کامرون بازی کرده است.